# Metangula

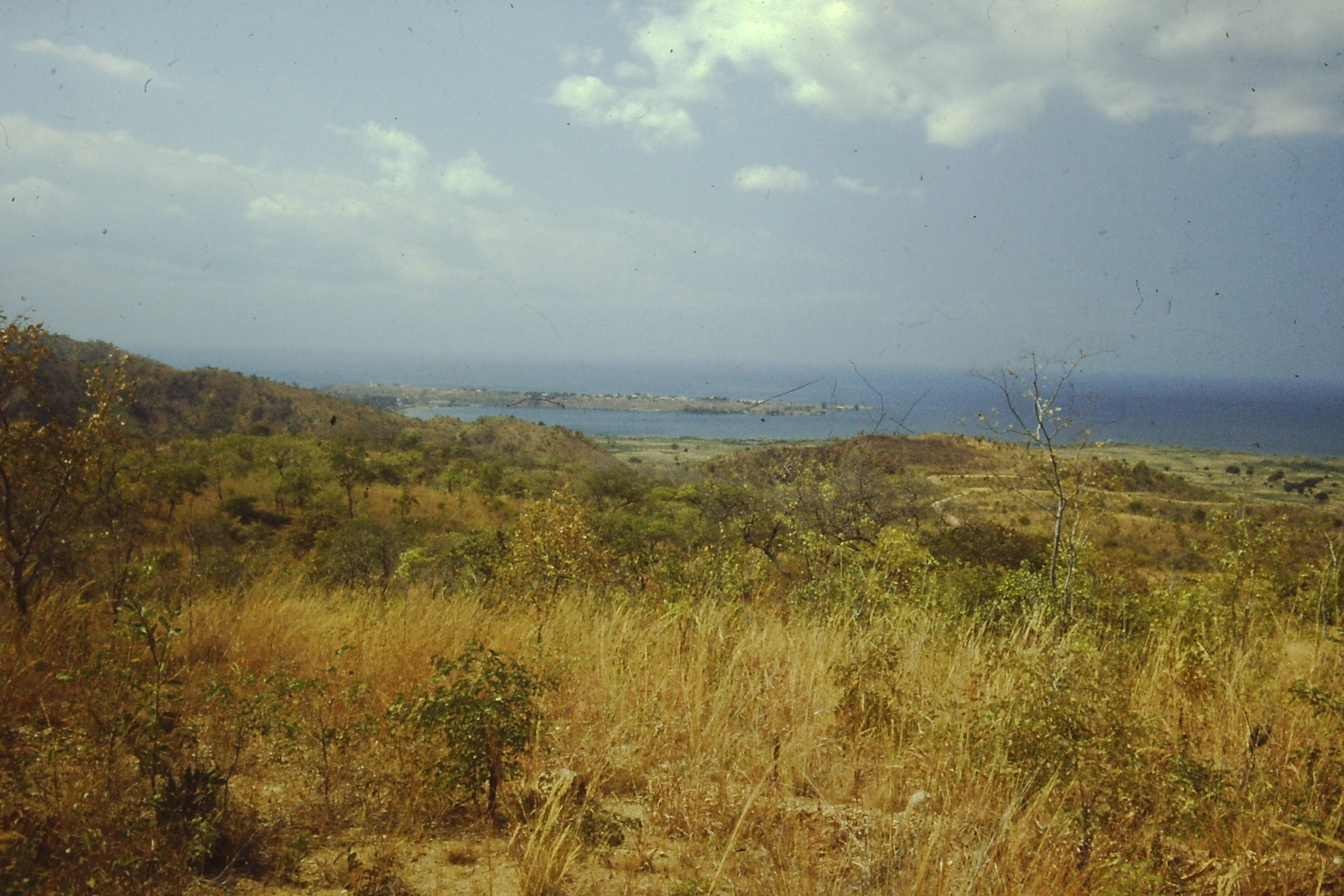
Metangula e a sua baia, descendo pela estrada que vem do Planalto (1988)

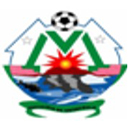
Brasão

A vila de Metangula é a sede do distrito moçambicano do Lago, na província do Niassa. Administrativamente, Metangula é um município com um governo local eleito.
A vila tem, de acordo com o Censo de 2007, uma população de 13 235 habitantes.

## História
O primeiro estabelecimento português em Metangula foi um posto militar construído em 1900 no contexto dos esforços portugueses para ocupar a margem oriental do lago Niassa. Em Dezembro de 1963 a denominação da vila foi alterada para Augusto Cardoso, revertendo para o nome original depois da independência nacional.
Durante a Guerra Colonial, foi instalada em Metangula uma base da Marinha Portuguesa, onde estavam sediadas as forças navais que operavam no lago Niassa.
O município tem um total de 12 bairros municipais, nomeadamente Sanjala, Seli, Muchenga, Thungo, Chipile, Micuio, Chiwanga, Chigoma, Mifungo, Mpeluca, Caphueleza e Mechumua.